# Frontera entre Sudáfrica y Namibia
La frontera entre Sudáfrica y Namibia es la línea que limita el territorio de Sudáfrica y Namibia.

## Descripción

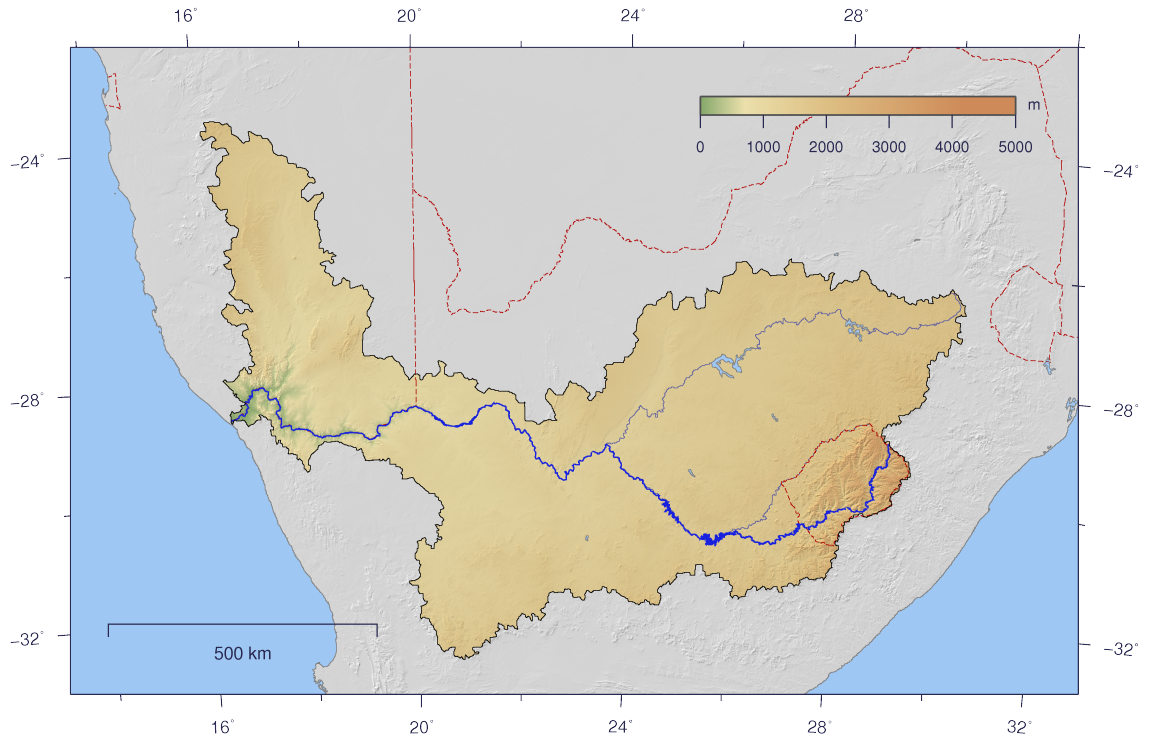
Río Orange. La frontera esta en gran parte situada en la cuenca de este río.

La frontera se encuentra principalmente situada en la cuenca del río Orange.
Se inicia en el trifinio entre Sudáfrica, Namibia y Botsuana y luego sigue en dirección sur-norte al meridiano 20º al este de Greenwich centenares de kilómetros hasta la cuenca del río Orange. A partir de aquí la frontera que esta limitada por este curso de agua, toma generalmente una dirección de este a oeste hasta la desembocadura del río en el Océano Atlántico.
La frontera norte se encuentra en el desierto de Kalahari y la otra parte de la frontera está incluida en la cuenca del río Orange.
Hay seis puntos de cruce autorizados entre los dos países, que son de oeste a este: Alexander Bay, Vioolsdrift, Onseepkans, Noeniesput, Nakop y Rietfontein.